# 자폐 치료

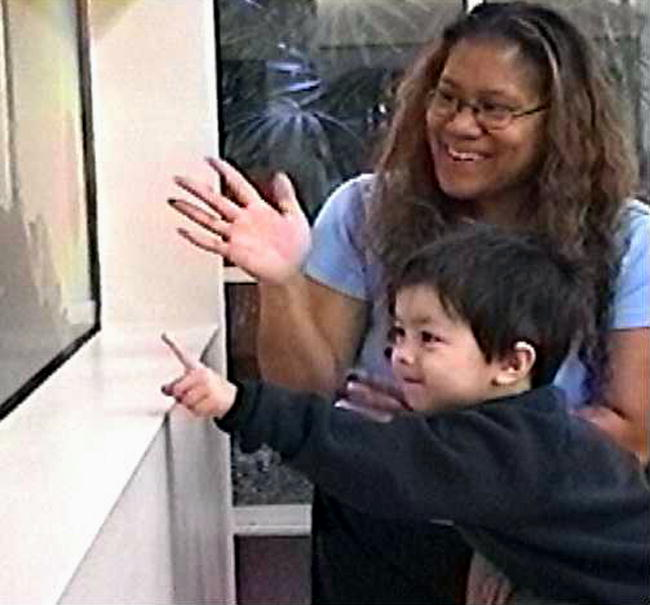

자폐 치료는 자폐를 가진 사람들과 그들의 가족을 돕기 위한 다양한 종류의 치료들을 포함한다. 또한 그러한 치료법들은 자폐인들의 기능적 독립을 향상시키는 것을 목표로 한다. 자폐인들 혹은 그들의 부모를 대상으로 나온 많은 치료법들은 근거 수준(Level of Evidence, LOE)의 수준 1 (연구 설계, 타당성, 그리고 환자 치료에 대한 적용 가능성의 방법론적 질에 기초하여 부여된 최고 수준)에 의해 지지되지 않았다. 근거 수준 1에 해당하는 연구는 체계적 문헌 고찰이나 모든 관련된 무선 통제 시험들의 메타 분석 혹은 무선 통제 시험들의 체계적 고증에 기반한 근거 기반 임상 진료 지침, 또는 세 개 이상의 양질의 무선 통제 시험에서 비슷한 결과를 나타내었다는 근거를 포함한다.
신경전형이고 자폐증이 없는 사람들과 비교하였을 때, 자폐증은 감각과 의사소통적 차이로 특징 지어지는 신경 유형이다.
이 치료법들 중 그 어떤 것도 높은 실행 가능성은 고사하고 누군가의 자폐증을 없애지 못한다. 자폐아들은 아동기와 청소년기의 영향으로 번아웃과 외상후 스트레스 장애의 위험을 안고 자폐성인들로 자라나는데, 이는 자폐인들의 보통의 행복보다 자폐증 제거를 우선시하는 사람들에서 종종 간과된다. 치료는 일반적으로 그 자폐인의 필요에 맞추어진다. 치료법은 두 개의 주요 범주인 교육적 개입과 의학적 관리로 구분된다. 또한 자폐인의 가족들에게도 교육과 지원이 주어진다.

자폐아에 대한 치료를 위한 개입의 효율성에 대해 정확한 결론을 내릴 수 있을 만큼 방법론적으로 적절한 연구가 존재하지 않는다. 많은 심리사회적 치료에 대해, 치료를 하지 않는 것에 비해 치료를 하는 것이 선호된다는 긍정적인 증거를 제시하고 있음에도 불구하고, 체계적 문헌고찰에 따르면 이러한 연구들은 질이 낮으며, 임상적 결과는 대부분 잠정적이고, 치료 선택지에 대한 상대적 효율성에 대해 증거가 거의 없다. 어린 시절에 집중적이고, 지속적인 특수 교육 프로그램과 행동 치료는 자폐아 어린이들이 자기 관리 능력, 사회, 직업 능력을 획득하는데에 도움을 줄 수 있으며, 기능을 개선시키고, 증상의 중증도와 비적응적 행동을 감소시킬 수 있다. 현재 적용 가능한 방법들은 응용 행동 분석(applied behavior analysis), 발달적 모델, 구조화 교육, 발화 언어 치료법, 사회 적응 치료, 그리고 작업 치료가 있다. 작업 치료사들은 자폐 어린이와 함께 나눔과 협동과 같은 사회 교류를 촉진하는 개입을 실행한다. 집중적인 응용 행동 분석 치료는 학령전기 자폐아에서 전반적 기능을 향상시키는데에 유용성이 입증되었으며, 어린 아이들에서 지적 능력을 높인다는 점에서 교육적 개입 또한 효과적임을 보여준다. 신경심리학적 보고서는 종종 교육자들에게 잘 전달되지 않으며, 이로 인해 보고서가 권고하는 것과 제공되는 교육 차이에 간극이 벌어지게 된다.
자폐 관련 많은 증상들을 치료하기 위해 많은 약물들이 존재한다.자폐를 진단 받은 미국 아동의 절반 이상은 향정신약물 또는 항경련제를 처방받으며, 가장 흔한 약물군은 항우울제, 자극제, 그리고 항정신병 약물이다. 항정신병 약물을 제외하고는, 청소년 또는 성인 자폐 환자에 있어서 약물의 효과성 또는 안정성에 대한 신뢰 있는 연구 결과가 희박하다. 자폐가 있는 사람은 약물에 대해 비전형적으로 반응할 수 있으며, 약물 부작용이 나타날 수 있고, 아직 자폐의 주 증상인 사회 능력과 소통 장애 증상을 완화시킨다고 알려진 약물은 존재하지 않는다.
2008년 자료에 따르면 자폐 아동에게 처방된 약은 고가였으며, 간접 비용은 그 이상일 것으로 여겨진다. 미국에서 진행된 연구에 따르면, 2000년에 태어난 자폐인을 기준으로 일생에 있어서 $4,660,000 정도의 손실(2022년 달러 기준, 2003년 예측값에서 인플레이션을 반영하였음)이 발생하는데, 이 중 10%는 의료비용이며, 30%는 추가 교육과 다른 보육 비용, 그리고 60%는 경제적 생산성을 잃어버리기 때문이다. 영국에서 진행한 연구에 따르면 일생의 손실은 지적 장애가 동반된 자폐아의 경우 £1,900,000이고, 지적 장애가 동반되지 않은 경우 £1,230,000으로 예측된다(2022 파운드화 기준, 2005년 6월 예측값에서 인플레이션을 반영하였음). 치료에 대한 법적 권리는 매우 복잡하며, 지역과 나이에 따라서 차이가 있고, 보육자에 의한 옹호가 필요하다. 공적으로 지원되는 프로그램은 해당 자폐인에 대해 부적합하거나 불충분한 경우가 많으며, 변상되지 않은 의료 또는 치료 비용은 가정의 경제적 문제로 이어지는 경우가 많다. 2008년 미국에서 진행된 한 연구에 따르면, 가정에 자폐 아동이 있는 경우 가족 연봉의 14%가 해당 아동에게 지출되며, 가족의 고용과 관련하여 영향을 미칠 가능성이 높다고 밝혀졌다. 자폐아가 아동기를 지난 후에 가장 문제가 되는 부분은 거주 환경, 직업훈련과 취직, 성적지향성, 사회 능력, 그리고 재정 관리이다.

## 교육적 개입
교육적 개입은 단순히 학문적 내용을 배우고, 읽는 기술을 얻는 것뿐만이 아니라, 소통 기술과, 자발성, 공동 주시와 같은 사회적 기술을 향상시키며, 상징 놀이와 같은 인지 기술을 발달시키고, 방해되는 행동을 줄이며, 새로운 상황에 적용하게 하여 배운 기술들을 일반화하게 하는 것을 목적으로 한다. 몇몇 프로그램들이 개발되어 있으며, 이들은 종종 겹치는 부분이 있고 많은 특징들을 공유한다. 프로그램들은 다음과 같다.
- 확정 진단에 비의존적인 초기 개입
- 최소 주 25시간, 년 12개월 이상의 집중 개입
- 낮은 학생 대 선생님 비율
- 부모에 대한 훈련을 포함하는 가족 개입
- 신경전형인 동료와의 교류
- 응용행동분석과 이 외의 시각 기반 훈련 등[27]
- 분산을 적게 하기 위한 예측 가능한 습관과, 명확한 물리적 경계의 설정과 같은 구조
- 체계적으로 계획된 개입에 대한 지속적인 측정과 이를 기반으로 한 필요시 수정

몇개의 교육적 개입 방법은 아래에서 다룰 것과 같이 실행 가능하다. 이들은 가정, 학교, 그리고 자폐 아동 치료 센터에서 실행 가능 하다. 이 방법들은 부모, 선생님, 언어치료사, 그리고 작업 치료사들에 의해 실행될 수 있다. 2007년에 시행한 한 연구에 따르면 센터 기반의 프로그램에 특수 교육 교수가 매주 가정을 방문하여 프로그램을 보강하는 것은 인지 발달과 행동을 개선시켰다고 한다.
개입에 대한 연구들은 방법론적으로 결점을 가지고 있어서 개입의 유용성에 대한 확정적인 결론을 내리기는 어렵다. 많은 심리 사회적 개입이 치료를 하지 않는 것보다는 치료를 하는 것이 선호된다는 긍정적인 근거들을 보이고 있지만, 이들 연구를 체계적 문헌 고찰을 바탕으로 분석하였을 때 방법론적 질이 낮으며, 임상적 결론은 잠정적이고, 치료 옵션에 대한 상대적 효율성에 대해 근거가 거의 존재하지 않는다. 결과에 대한 측정 방법에 대 한 우려가, 과학적 연구의 결론을 어떻게 해석할 것인지에 대해 가장 큰 영향을 미친다. 2009년 미네소타 연구에 따르면 부모들은 의학적 권과사항에 비해 행동 치료적 권고사항을 훨씬 적게 따르며, 처벌 권고 사항에 비해 강화 권고사항을 더 많이 택하는 것으로 밝혀졌다. 어린 시절에 집중적이며 지속적인 특수 교육 프로그램과 행동 치료를 행하는 것은 자기 관리, 사회 기술, 직업 기술, 기능적 개선을 이룰 수 있으며, 비적응적 행동과 증상의 중증도를 낮춘다. 따라서 3세 정도에 시행하는 개입이 매우 중요하다는 주장은 여전히 유효하다.

### 국가 교육 정책

#### 미국
미국에서의 특수 교육과 관련한 주요 정책은 세가지가 있다. 이 정책들은 1975년의 전 장애아동교육법 , 1997년의 장애인 교육법, 그리고 2001년의 아동 낙오 방지법이다. 이러한 정책의 개발은 특수 교육 지원을 위한 주 지정, 기회의 공평성, 이차 교육 이후에 전학 보조, 특수 교육 지도를 위한 추가적 자격 요건, 장애인을 위한 구체적인 교육 환경 정립 등 특수 교육에 대한 가이드라인과 요구사항을 증가시켰다. 장애인 교육법은 공립학교에서 특수 교육 자격을 가진 교원을 고용하도록 변화시켰다는 점에서 특수 교육에 큰 영향을 가져왔다. 2009년에 자폐 전문가 자격증 취득을 위한 요구사항으로는, 석사학위, 자폐장애인을 대상으로 2년 이상 근무 경력, 매 2년마다 14시간의 보수 교육, 국제 교육 기관 등록이 있었다.

#### 2010년대 미국에서 자폐장애인들이 느끼는 불이익
Martha Nussbaum은 교육이 사회에서의 여러 능력을 성취하기 위한 개인의 기능 발전에 있어서 교육이 얼마나 풍요로운 능력을 하는지 이야기하였다. 자폐장애는 모방 기능의 장애, 관찰을 통한 습득, 표현의 수용과 발화와 같이 적절한 교육을 습득하기 위한 아동의 능력을 저해하는 여러 가지 증상을 나타낸다. 2014년부터 모든 장애 중 자폐가 이차 후 교육 기관 수용성이 세번째로 낮은 것으로 나타났다. 국립보건원이 지원한 2012년 Shattuck et al.이 진행한 연구에 따르면, 고등학교를 졸업한 후 1-2년 이내 자폐 아동의 35%만 2년제 또는 4년제 대학에 등록하였으며, 이는 학습 장애가 있는 아동의 경우 40%라는 점에서 더 낮은 수치를 보여준다. 취직을 위해 대학 교육의 필요성이 증가하고 있다는 점에서, 이 통계는 자폐 아동이 여러 능력을 획득하는데에 얼마나 불이익이 있는지를 보여주며, 교육이 자폐아동에게 있어서 단순한 치료 이상의 의미를 가짐을 보여준다. 해당 연구에 따르면 고등학교 졸업 후 2년 이내에 고용이 되는 자폐 아동은 55%에 불과하다. 또한, 저소득 가정의 자폐아의 경우 이차 후 교육을 받을 가능성이 더욱 낮은 것으로 나타났다.

종종 학교에서는 특수 교육이 필요한 대상을 위해 최적의 교실 환경을 구현하기 위한 자원이 부족했다. 2014년 미국에서는 자폐 아동을 교육하기 위해 $6,595-$10,421의 추가 비용이 발생하는 것으로 추측되었다. 2011-2012년도에, 공립 학교 학생을 교육하기 위한 평균 비용은 $12,401 이었다. 2015년 기준으로 일부 경우에는, 자폐 아동을 교육하기 위한 추가 비용이 공립 학교 비장애아를 교육하기 위한 비용의 두 배에 달하는 것으로 보고되었다.  자폐 아동의 증상 정도가 다양하기 때문에, 다른 장애와 달리 전체 자폐 아동에게 적합한 자폐 교육 프로그램의 개발은 매우 어렵다. 미국에서는 2014년에 많은 교육구에서 해당 학교 내 장애아의 수와 관계없이, 장애 아동의 교육 필요성을 충족시킬 것을 요구하였다. 이 상황과 면허가 있는 특수 교육 교사의 부족이 맞물리면서, 특수 교육 시스템의 결여를 야기하였다. 이러한 부족 현상으로 인해, 2011년 몇몇 주에서는 수년 이내 정식 자격을 획득할 것을 조건으로 교사들에게 임시 특수 교육 면허를 발부하였다.

#### 멕시코
1993년도에, 멕시코는 장애인을 포함시키는 교육법을 통과시켰다. 이 법률은 멕시코 교육에 있어서 매우 중요하지만, 제한된 자원으로 인해 여러 문제 사항이 발생하였다.

#### 유엔, 국제 사회
특수 교육과 관련하 시사점에 대해 보고서를 발행한 수많은 국제 단체들이 있었다. 1998년 유엔에서는 장애인 권리 협약을 발표하였다. 이 협약은 다양한 조약과 성명, 선언문, 그리고 세계인권선언, 살라만카 성명문, 선드버그 선언, 코펜하겐 선언과 행동 강령과 같은 많은 서약을 발표하였다. 이러한 서약의 핵심은 교육의 필요성은 인권에 포함되는 권리라고 강조한 것이다. 또한, "교육의 질은 장애 여부와 관계 없이 동등하여야 한다"고 주장하였다. 다른 핵심 사항은 통합 교육, 보조적인 특수 교육 교실, 교사 훈련, 직업 교육의 평등성이 있다. 유엔에서는 2015년에 "사회 발달 위원회의 52번째 세션에 대한 특수 조사위원의 보고서: 장애인을 위한 기회의 형평성에 대한 규범 적용의 모니터링"을 발표하였다. 이 보고서는 아프리카를 중점적으로 하여, 얼마나 많은 국가들이 참여하고 있는지, 장애인과 관련된 정책을 다루고 있는지를 살피고 있다. 이 보고서에서는 또한 교육 시스템을 개선시키는 정책의 중요성과 함께, 장애인에 대한 교육이 얼마나 중요한지에 중심을 두고 있다. 세계 보건 기구 또한 장애인과 관련된 보고서를 발표하였다. 또한 같은 주제로 보고서를 발행한 국제 기구로는 UNESCO, UNICEF, 세계 은행이 있다.

### 응용행동분석
응용행동분석(applied behavior analysis:ABA)는 과학의 행동 분석 분야의 응용 연구이며, 자폐를 비롯한 재활원의 환자들이나 행동 변화가 필요한 많은 행동장애들을 치료하기 위한 다양한 기술들을 포괄한다. 응용행동분석 기반의 개입은 자극에 대한 행동학자의 원칙, 반응과 보상, 그리고 관찰된 행동에 대한 신뢰있는 측정과 객관적인 평가를 기반으로 일대일로 과제를 지도하는 것을 중점으로 한다. 행동 분석의 전문적 응용과 평가, 그리고 학교 기반의 응용행동분석에서 시행하는 중재 기법에는 다양한 변형 형태가 존재한다. 반대로, 다양한 자폐 커뮤니티에서는 응용행동분석으로 인한 피해를 다룬 자서전을 출간하였는데 이는 손 뒤집기와 같은 경미한 자기 자극 행동에 대해 사용하는 억제, 그리고 언어폭력 등이 있었다. 자폐적 자기 옹호 네트워크 캠페인에서는 자폐장애인에 대해 응용행동분석을 시행하는 것을 반대하는 캠페인을 시행하였으며, 처벌 행동은 오늘날 현장에서 거의 사용되지 않는다.

#### 개별시도교수
많은 집중적 행동 개입은 개별시도교수법(discrete trial teaching: DTT)에 의존하는데, 이는 집중, 순응, 모방과 같은 기반적 기술을 지도하기 위해 자극-반응-보상 기법을 사용하는 것을 말한다. 하지만, 아동들은 개별시도교수법으로 배운 기술들을 자연 환경에서 사용하는데에 어려움을 느낀다. 자폐 학생들은 이렇나 기술들을 일반화하는데 도움을 받기 위해 자연주의적 교수법을 통해 지도 받는다. 흔한 기술인 기능적 평가에서, 교사는 문제 행동에 대해 명확한 기술을 시행하고, 선례와 결과, 그 행동이 지속되는데에 영향을 미치는 환경적 요인을 파악하고, 어떤 상황에서 행동이 발생하는지, 어떤 상황이 행동이 지속되게 하는지 가설을 세우고, 가설을 뒷받침하기 위한 관찰 내용을 수집한다. 많은 응용행동분석 프로그램들은 다양한 평가와 개별적, 역동적 개입 방법을 사용한다.
응용행동분석 기반 기술은 많은 임상 시험에서 효과성을 보여왔다: 자폐아동들은 학업적 성취도가 지속적으로 증가하였으며, 대조군에 비해 적응적 행동, 언어, 그리고 결과가 유의미하게 개선되었다. 연구 시작 당시 평균 연령이 6세 이하였던 아동들을 대상으로 시행한 2009년의 아동들에 대한 교육적 개입에 관한 리뷰에 따르면, 고품질의 연구들은 응용행동분석이 잘 정립된 개입 방법으로 응용행동분석 이외에 효과가 증명된 교육 치료법이 존재하지 않으며, 훈련된 치료사들에 의해 시행된 응용행동분석 치료는 학령 전기 아동의 전반적 기능을 향상시키는데에 효과적인 것으로 분석하였다. 이러한 결과는 초기 IQ를 고려하면 다른 결과를 보일 수 있다. 2008년의 통합적 치료에 대한 증거 기반 분석은 응용행동분석이 어린 자폐장애 아동의 지적 능력을 향상시키는데에 효과가 있다는 결론을 보였다. 응용행동분석 치료의 일종인 초기 집중적 행동 개입(early intensive behavioral intervention: EIBI)에 대해 2009년에 시행된 연구에서는 EIBI가 일부 자폐 아동에 대해 효과적인 강력한 영향을 가져다주며, 큰 영향은 경험적으로 증명되지 않은 치료를 시행한 군과의 비교로 인한 결측값일 수 있으며, EIBI와 널리 시행되고 있는 다른 치료 프로그램과의 비교 연구는 시행된 적이 없다고 밝혔다. 2009년의 체계적 분석 연구 또한 EIBI가 모든 아동에서는 아니지만 일부 아동에서 효과가 있다는 같은 결론을 내었으며, 치료에 대한 반응성은 매우 다양하다고 발표하였다. 또한 이 치료로 인한 이득은 개입이 시행된 첫 해에 가장 크다고 분석하였다. 2009년에 시행한 메타분석에서는 EIBI가 전반적 지능 발달에 큰 효과가 있으며, 적응적 행동에 대해서는 중등도의 효과가 있다고 결론 내렸다. 하지만, 2009년의 체계적 분석과 메타 분석에서는 EIBI의 다른 이름인 응용 행동 개입(applied behavior intervention:ABI)가 인지능력, 언어 표현 능력, 언어 수용 능력, 적응적 행동에 있어서 학령 전기 자폐 아동에 대한 표준적 치료와 비교했을 때 효과가 없다고 발표하였다.
최근에 행동 분석은 예방 모델 형성과 함께 자폐 치료를 위해 아동 발달에 관한 복합적 모델을 개발하였다.

#### 중심반응중재(pivotal response training)
중심반응중재는 응용행동분석에서 기원한 자연주의적 개입 방법이다. 개별적 행동 대신, 동기 부여, 다양한 신호에 따른 반응성, 자기 관리 능력, 사회적 상호작용과 같이 아동 발달의 중심적인 요소들을 목표로 다루며, 목표로 특정하지 않은 영역도 전반적으로 발달이 되는 것을 목적으로 한다. 자폐 아동은 중심반응중재에서 다룰 활동과 대상을 결정한다. 목표 행동을 의도적으로 수행하 경우 자연 강화로 보상 받게 된다. 예를 들어, 만약에 아동이 봉제 인형을 달라는 요청을 시도할 경우, 아동은 사탕이나 다른 무관한 강화 요인이 아닌 봉제 인형을 받게 되는 것이다.

### 의사소통 개입
구두 또는 비구두적으로 의사소통이 불가한 것은 자폐에서 가장 중심적인 증상이다. 자폐 아동들은 종종 반복적인 활동 또는 행동을 보이는데, 이는 그들의 의도를 다른 방법으로 표출할 수 없기 때문이다. 그들은 자신의 생각을 보육자나 다른 사람에게 어떻게 전달할지 모른다. 자폐 아동에게 그들의 욕구와 생각에 대해 소통할 수 있도록 도와주는 것은 개입에서 가장 핵심적이다. 의사소통은 구두로 이루어질 수도 있고, 비구두적 방법을 택할 수도 있다. 자폐 아동은 그들의 의도를 소통하기 위해 집중적인 개입을 필요로 한다.
의사소통 개입은 두가지 주요 분류로 나뉜다. 첫번째로, 자폐 아동은 말하지 않거나, 거의 말하지 않으며, 언어를 효과적으로 사용하는데에 어려움을 가지고 있다. 사회적 기술은 자폐 아동을 치료하는데에 효과적인 것으로 나타났다. 의사소통 능력을 개선시키기 위한 개입은 일반적으로 발화 또는 언어 치료사에 의해 행해지며, 상호 주의, 소통적 의도, 그리고 시각적 방법과 같은 대체적 또는 보완대체의사소통(augmentative and alternative communication:AAC) 방법을 사용한다. 보완대체의사소통 방법은 발화 능력을 저해하지 않으며 오히려 조금 발달되는 효과를 가져다 준다. 2006년의 연구에 따르면 보완대체의사소통법은 상호 주의와 상징놀이에 모두 효과가 있으며, 2007년 연구에서는 주의 개입 방법이 상징 놀이에 비해 자폐 아동의 상호 소통 능력 발달에 효과적인 것으로 밝혀졌다.
두번째로, 사회적 기술 치료는 자폐인의 핵심 결여 능력인 사회적, 의사 소통 능력을 향상시키는 것을 목적으로 한다. 넓은 범위의 개입 방법이 존재하며, 이에 포함되는 것으로는 모델링과 강화, 성인과 동료 중재 방법, 동료 교수법, 사회적 게임과 이야기, 자기 관리, 중심반응중재, 비디오 모델링, 직접 지시, 시각적 자극, 서클 오브 프랜즈와 사회 기능 그룹이 있다. 학교 기반의 사회 기술 중재법에 대한 55개의 연구를 기반으로 시행한 2007년의 메타 분석에서는 자폐 아동이나 청소년에 대해 사회 기술 중재법은 효과가 적으며, 2007년의 리뷰에서는 사회적 기술 훈련이 아스퍼거 증후군이나 고기능 자폐 아동에게 경험적 지지 정도가 적은 것으로 나타났다.

#### SCERTS
SCERTS 모델은 자폐 스펙트럼 장애 아동을 다루는 교육적 모델이다. 이는 해당 아동의 발달을 최대화하기 위해 가족, 교육자 그리고 치료사들이 협동적으로 일하는 것을 돕고자 개발되었다.
해당 약어는 이와 같은 것들에 집중하고자 하는 것을 상징한다:
- SC-사회적 의사소통(social communication): 의사소통 기능과 감정 표현의 발달
- ER-감정 조절(emotional regulation): 잘 조절된 감정과, 스트레스에 대응하는 방법의 발달
- TS-업무적 지지(transactional support): 가족과 교육자, 그리고 치료사들이 아동의 필요에 대응하고, 환경에 적응하며, 지도 효과를 높이기 위한 도구를 제공하기 위해 지원하는 것

### 관계 기반의 발달 모델
관계 기반 모델은 아동이 초기 발달 과제를 수행하는데에 도움을 주는 관계의 형성에 중요하다. 이러한 관계 형성은 자폐 아동에 있어서 간과되거나 학습되지 않는 경우가 많다. 이러한 초기 발달 과제의 예시로는 세상에 대한 관심, 보호자에 대한 모방, 행동의 의도성이 있다.

#### 관계 발달 중재
관계 발달 중재는 자폐 스펙트럼 장애 아동을 위한 가족 기반의 치료 프로그램이다. 이 프로그램은 역동적 지능(능동적으로 생각할 수 있는 능력, 다른 관점을 떠올릴 수 있는 능력, 변화에 대응하고 정보를 능동적으로 처리할 수 있는 능력)의 발달이 자폐 아동의 삶의 질 개선에 핵심적이라는 생각을 바탕으로 한다.

#### 손라이즈(Son-Rise)
손라이즈는 가정 기반의 프로그램으로, 색깔과 감각이 없는 놀이방을 적용시키는 것을 강조한다. 가정 기반의 프로그램을 적용시키기 전에, 기관에서는 연속적인 담화 세션을 통해 부모들에게 자식을 판단 없이 받아들이는 방법을 교육한다. 부모는 관계 형성을 위한 아동의 의식적 행동에 함께 참여하게 된다. 아동의 자발적 참여를 획득하기 위해, 진행자는 평행적인 놀이를 통해 함께 참여하게 된다. 이 방법에 대한 옹호자들은 부모가 아동을 받아들이고 놀이에 참여시킴으로 인해 아동들이 비-자폐적으로 변할 것이라고 주장한다. 이 프로그램은 Raun Kaufman의 부모에 의해 시작되었으며, 1970년대 초반에 해당 프로그램을 이용한 치료를 통해 자녀를 자폐에서 비장애로 바꾸었다. 이 프로그램의 초기 목표는 눈 마주침을 증가시키는 것이다. 2017년에 진행된 질적 연구에서는 자폐인들이 눈 마주침을 어려워한다고 밝혔다. 이 연구의 유효성에 대한 독립적 연구는 시행되지 않았지만, 2003년 연구에 따르면 손라이즈 프로그램에 참여한느 것은 참여한 가족들에게 이득보다 손실이 많았으며, 2006년의 연구에서는 손라이즈 프로그램이 문헌에서 묘사되는 것처럼 항상 전형적인 방법으로 적용되지 않기에 이에 대한 효과성을 평가하기가 어렵다고 말하였다.

### TEACCH
자폐와 자쳬 관련 의사소통 장애 아동에 대한 치료와 교육을 의미하는 TEACCH(Treatment and Education of Autistic and Related Communication Handicapped Children:TEACCH)는 구조화된 교육법으로 조직화된 물리적 환경, 순서가 예측 가능한 활동, 시각적 계획과 시각적으로 구조화된 활동, 그리고 아동이 여러 가지 과제를 수행할 수 있는 구조화된 일/활동 체계를 사용하여 구조를 강조한다. 부모들은 이 치료를 가정에서 적용시킬 것을 교육받는다. 1998년에 시행된 임상시험에서는, TEACCH를 기반으로 한 가정 프로그램으로 치료받은 아동의 경우 대조군에 비해 현저한 개선을 보이는 것으로 드러났다. 2013년에 TEACCH 관련 모든 임상 연구를 메타 분석한 연구의 경우 지각, 운동, 발화, 인지, 운동 기능, 의사소통 기능, 그리고 일상생활 기능에 있어 TEACCH는 효과가 없다는 결론을 내었다. 사회적 기능 또는 부적응적 행동에 대해서는 효과가 있다고 밝혀졌지만, 분석된 연구 수로 인한 방법론적 한계로 인해 추가적인 검증이 필요하다.

### 감각 통합
감각 관련 증상이 다른 발달 장애와 자폐를 구별하는 특징이라는 근거가 거의 없음에도 불구하고, 각 자극에 대한 특이 반응은 자폐 아동에서 더 일반적이고 현저히 나타난다. 많은 치료법이 감각 처리 장애(sensory processing disorder:SPD)를 치료하기 위해 개발되었다. 이러한 치료법의 일부는(예를 들어 감각운동 다루기) 일반적으로 정립되어 있지 않으며, 경험적 증거가 없다. 다른 치료법 또한 연구되었지만, 긍정적인 결과는 거의 없으며, 연구와 관련된 방법론적 문제로 인해 정립된 결론이 거의 없다. 이러한 치료법으로는 프리즘 렌즈, 체육 활동, 청각 통합 훈련, 그리고  손으로 누르거나 압력을 가하거나, 포옹 기계와 같은 기구를 사용하는 깊은 압력과 같은 감각 자극 또는 억제 기술이 있다. 유명한 깊은 압력 치료법인 무게 조끼는 관련된 과학적 연구가 거의 없으며, 모든 것을 감안하였을 때 해당 치료는 효과가 없는 것으로 드러났다. 재현 가능한 치료법이 존재하고, 유효한 결과 측정법이 알려져 있지만, 감각 처리 장애에 관련된 지식과 치료법에는 여전히 간극이 존재한다. 2011년의 코크란 리뷰에 따르면 자폐 스팩트럼 장애에서 청각 통합 훈련법을 사용하는 것은 근거가 없는 것으로 나타났다. 경험적 근거가 적기 때문에, 이러한 중재법이 사용되는 경우 체계적 평가가 필요하다.
다감각 통합이란느 용어는 업무를 수행하기 위해 한 사람의 모든 감각을 이용하는 것을 의미한다. 작업 치료사들은 자폐 아동에게 감각 치료를 처방하는 경우가 있으나, 일반적으로 이는 과학적 증거가 거의 없으며, 효과가 증명되지 않은 것으로 나타났다.

### 동물 보조 치료

#### 구 모델
개나 말과 같은 동물이 인간의 치료에 일부가 되는 동물 기반 치료는, 일부 증상에 대해서 논쟁적인 치료법이었다. 2007년의 메타 분석에 따르면 동물 보조 치료는 "자폐 스펙트럼 장애 증상에 중등도의 개선을 보였다"고 발표했다. 돌고래 보조 치료(dolphin-assisted therapy:DAT) 연구 리뷰에 따르면 중요한 방법론적 결점이 있으며, 해당 치료법이 합법적이거나, 기분을 잠깐동안 개선시키는 것 이상의 효과가 있다는 과학적 근거가 없다고 결론 내렸다.

#### 신 모델
최신의 자폐 관련 치료법은 자폐 관련 증상을 치료하는 것에 주안점을 두는 것이 아니라, 사회화(이중 공감 간극과 병용하여) 와 스트레스 감소를 유도할 자연적인 방법을 찾는 것에 중점을 둔다. 2020년 프로그램에서는 연구 참가자들의 치료 프로그램에 대한 순응도와, 이와 연관도니 임상적 효과는 개를 사용한 동물 보조 치료가 정상 또는 높은 지능의 자폐 스팩트럼 장애 성인에서 광장 공포증과 관련된 증상과 스트레스를 개선시키며, 사회적 인지도와 의사 소통 능력을 개선 시킬 수 있다고 발표하였다. 2021년에 이 주제와 관련하여 연구가 시행되었으며, 특히 스트레스 감소와 관련하여 "자폐 스팩트럼 장애 성인에서 자율신경과 내분비 활동"에 집중적으로, 사회적 위장술의 단점은 이것이 스트레스의 주 요인이라는 점에서 발안하여 연구되었다.

### 신경피드백
신경피드백은 자기 자신의 뇌 활동을 직접 관찰함으로써, 자신의 뇌파 패턴을 스스로 조절할 수 있도록 훈련하는 것이다. 가장 전통적인 형태로는, 뇌파 출력값이 컴퓨터로 입력되어 게임과 같은 시청각 자료롤 나타난다. 신경피드백은 자폐 스팩트럼 장애에서 긍정적인 결과를 나타낸 것으로 평가되었지만, 해당 치료와 관련한 연구에서는 대조군에 대한 무작위 배정이 부족한 것으로 나타났다. 이 치료법에 대한 연구는 2019년부터 계속해서 진행중이며, 집중력 향상과 불안감 감소를 중점적으로 분석하고 있다.

### 패턴형성
패턴형성은 자폐 아동의 신경적 결손을 개선하기 위한 일련의 운동이다. 이 방법은 자폐를 포함한 여러 신경학적 장애 아동을 치료하기 위해 수십년간 사용되어 왔다. 이 방법은 인간 능력 성취 협회에서 지도된 것으로, 지나치게 간소화된 이론에 기반을 두고 있으며, 해당 방법의 치료적 효과를 뒷받침하는 연구는 존재하지 않는다.

### 다른 치료 방법
자폐 아동이 학교에 다니도록 준비하고, 교구에 대한 이해를 돕기 위해 프라이밍, 즉각적 지시, 사진 스케쥴, 동료 지도, 협동적 배움과 같은 다양한 간단한 방법들이 존재한다. 프라이밍은 교실에서 과제나 교구를 보기 전에 미리 볼 수 있도록 하는 것이다. 즉각적 지시는 교구에 대한 반응을 이끌어내기 위해 자폐 아동에게 힌트를 수는 것이다. 사진 스케쥴은 수업의 진행에 대해 대략적으로 알려주고, 시각적 변화 신호를 주어 자폐 아동이 언제 수업 활동의 변화가 있는지 알도록 해주는 것이다. 이 방법은 자폐 아동이 활동을 따라갈 수 있도록 돕는데에 매우 효과적인 것으로 알려졌다. 동료 지도는 자폐 아동과, 비자폐 아동이 학습 과정에서 함께 짝지어 활동하는 것이다. 이 방법은 학업적 성취와 사회적 교류를 향상시키는데에 매우 효과적으로 나타났다. 자폐 아동의 교육을 개선시키기 위해서는 LEAP과 학령전기 아동을 위한 모델 비구체적 특수 교육 프로그램과 같은 구체적 전략이 존재한다. LEAP는 집중적인 12개월 프로그램으로, 학생들로 하여금 교육 프로그램에 참여하고 이를 통해 이득을 보기 위해 매우 구조화되고 안전한 환경을 제공하는 것에 중점을 두며, 심각한 자폐 증상을 호소하는 5-21세 아동을 집중 대상으로 한다. 이 프로그램의 목표는 학문적 지도, 직업적/번역적 커리큘럼, 발화/언어 지도, 그리고 학생 개인에 개별화된 서비스를 통한 기능적 독립이다. LEAP, TEACCH, 그리고 모델 비구체적 특수 교육 프로그램이 모두 다른 전략이지만, 이 중 어떤 것이 다른 것에 비해 더 효과적이라는 근거는 존재하지 않는다.

## 환경적 보강
환경적 보강은 주변 환경에 의해 제공된 자극 정보(사회적으로 교류할 기회를 포함함)를 처리하는데에 뇌가 어떤 영향을 받는 지를 다룬다. 더 많은 자극이 존재하는 환경에서는 뇌의 시냅스 수가 증가하며, 수기상 돌기가 더 복잡한 곳에 부착한다. 이 효과는 신경발달 과정에서 특히 더 많이 발생하며, 성인기에는 보다 적게 발생한다. 시냅스 수가 증가하면 시냅스 활동 또한 증가하며, 에너지를 공급하는 신경 교질 세포 또한 수와 크기가 증가하게 된다. 모세 혈관 형성 또한 뉴런과 교질 세포에 추가적인 에너지를 공급하기 위해 증가한다. 신경망(뉴런, 교질 세포, 모세혈관, 복합체)은 확장되어 뇌 피질의 두께를 증가시킨다. 뉴런의 수 또한 더욱 증가할 수 있다.

인간 외 동물에 대한 연구에 따르면 자극이 많은 환경은 알츠하이머 병, 노화화 관련된 다양한 뇌 관련 기능 장애의 치료에 도움을 줄 수 있다. 반대로 자극이 부족한 경우 인지 발달에 장애를 초래할 수 있다.
인간 대상 연구에 따르면 자극의 부족(또는 결핍)은 인지 발달을 지연시키며, 인지 발달 장애를 초래한다. 연구 결과에 따르면 고수준의 교육(인지적으로 자극이 되며, 사람들로 하여금 더 어려운 인지적 행동에 참여하도록 하는 것)은 노화와 치매에 대해 더 큰 회복력을 가지는 것으로 나타났다.

### 마사지 치료
증상이 있는 자폐에 대한 치료법으로 마사지를 시행하는 것의 효과는 근거가 없는 것으로 나타났다. 높은 수준의 연구 결과는 거의 없었으며, 시행한 연구의 편향 위험 때문에, 해당 방법의 효과에 대한 정확한 결론이 도출되지 못하였다.

#### 음악 치료
음악 치료는 음악의 요소를 이용해서 사람들로 하여금 감정을 표현하고 소통하도록 하는 것이다. 2014년의 리뷰(2022년에 업데이트 됨)에 따르면 음악 치료는 사회적 상호작용과 의사소통에 도움이 될 수 있는 것으로 밝혀졌다.
음악 치료는 치료 대상의 자폐 스펙트럼 장애 증상 정도에 따라 다양한 기술을 적용할 수 있다. 기능이 낮은 대상의 경우 고기능 자폐 스펙트럼 장애 환자에 비해 상당히 다른 치료적 접근법이 필요하다. 치료 방법의 예시는 다음과 같다.
- 즉흥 연주-제한점은 없으며, 기술이 필요하지 않음

- 구조화된 즉흥 연주-음악 내에 정립된 몇가지 요소를 사용함

- 음악 연주 또는 재생산-이미 작곡된 음악 또는 노래를 관련 활동과 연관지어 재생산

- 작곡-악기 연주자 또는 성악가의 요구에 맞추어 적절한 음악을 생성하는 것
- 청음-듣기 기반의 활동

즉흥 연주 치료(Improvisational Music Therapy : IMT)는 자폐 스펙트럼 장애 아동의 치료적 기술로 인기가 증가하고 있다. 즉흥 연주 치료는 치료자와 환자가 다양한 악기, 노래, 율동을 통해 음악을 생성하는 과정을 수반한다. 치료를 받는 환자 개개인의 구체적인 요구가 고려되어야 한다. 일부 자폐 스펙트럼 장애 아동은 다른 환경을 혼란스럽게 느끼기 때문에 즉흥 연주 치료는 치료 대상자의 주변 환경과 상호작용에 있어서 일정한 반복적 행위가 필요하며, 예측 가능해야 한다. 음악은 이러한 모든 것을 제공할 수 있으며, 예측 가능하고, 멜로디와 소리가 자주 반복된다는 점에서 적합하지만, 리듬과 구조의 변화를 통해 통제 가능한 유동성을 보인다. 부모나 보육자가 동반하여 참여하는 것은 아동에게 심리적 안정감을 주며, 해당 활동이 일상 생활에 병합될 수 있도록 도움을 줄 수 있다.

### 감각 보강 치료
자폐 아동에 대한 모든 개입의 주 전략은 모든 감각에 대한 민감도를 개선시키는 것이다. 자폐 아동은  그들 주변의 사람들의 감정과 기분을 파악하는 능력과, 자기 자신의 감각을 끌어내고 분류하는 능력이 종종 결여되어 있다. 많은 자폐 아동이 감각 처리 장애를 동반하고 있다. 자폐 스펙트럼 장애 아동의 경우 일정 기간 동안 감각 기반의 치료를 받은 이후 자극을 주었을 때 적절한 반응을 보이는 등 증상의 개선 신호가 나타나는 것으로 밝혀졌다. 하지만 이러한 치료법이 자폐 아동에 대해 효과가 있는지 현재까지 구체적인 증거는 존재하지 않는다. 자폐는 매우 복잡한 질환으로 아동마다 증상이 매우 다르다. 이러한 특성이 각 치료법의 효과 정도가 다양하게 나타나는데에 기인하며, 심지어 치료 활동 또한 다양하게 된다.
이렇게 분화된 개입의 목적은 한 사람의 신체의 서로 다른 감각에 대해 적절한 반응을 발현할 수 있도록 신경학적 레벨에서 뇌 발달에 개입하고, 개인의 환경에서 주어지는 외부적 자극에도 개입하는 것이다. 과학자들은 음악 치료, 마사지 치료, 작업 치료 등을 시도해왔다. 자폐 스펙트럼 장애가 너무나도 다양하고, 많기에, 각 환자 증례가 매우 다양하게 나타난다.

### 마인드풀니스
마인드풀니스 기반 개입이 자폐 성인의 정신적 건강을 개선시킨다는 근거가 최근에 체계적 문헌 고찰 결과들에서 나타나고 있다. 이것은 스트레스 감소, 불안 감소, 화, 공격성, 생각을 상기시키는 것에 대한 근거를 포함하고 있다.

## 부모 중재 개입
부모 중재 개입은 자폐 아동의 부모에게 실용적인 조언과 지지를 제공한다. 2013년의 코크란 리뷰에 따르면 연구의 주 수단에 대해 이득의 증거가 존재하지 않았지만, 부모-아동 교류에 대해서는 긍정적인 변화가 나타난다는 강력한 증거가 나타났다. 아동의 언어와 소통 능력에 대해서는 불확실한 몇몇 증거가 존재하였다. 아주 적은 수의 무작위 대조 연구들은 부모에 대한 훈련이 부모의 우울증 감소, 자폐와 의사소통 방법에 대한 부모의 지식 증가, 그리고 아동과의 의사소통 태도에 대한 향상을 가져온다고 제안하였으나, 이러한 연구들의 설계와 연구 수의 한계로 효용성에 대한 확정적 증거는 존재하지 않는다.
자폐 스펙트럼 장애의 초기 발견은 아동이 3세에 도달하기 이전에 발견될 수 있다. 초기 행동에 대해 중점적으로 개입하는 방법은 자폐 스펙트럼 장애 아동의 삶의 질에 영향을 줄 수 있다. 부모는 아동의 발달을 최대한 돕기 위해 상호교류 방법과 행동 조절 방법에 대해 배울 수 있다. 2013년의 코크란 리뷰는 부모의 중재가 일부 개선을 가져다 주었다고 결론 내렸다.

## 같이 보기
- 자폐 권리 운동
- 특수교육